# Алленгерст (Джорджія)
Алленгерст (англ. Allenhurst) — місто (англ. city) в США, в окрузі Ліберті штату Джорджія. Населення — 816 осіб (2020).

## Географія
Алленгерст розташований за координатами 31°47′14″ пн. ш. 81°36′13″ зх. д. / 31.78722° пн. ш. 81.60361° зх. д. (31.787351, -81.603490).  За даними Бюро перепису населення США в 2010 році місто мало площу 2,87 км², з яких 2,85 км² — суходіл та 0,02 км² — водойми.

## Демографія
Згідно з переписом 2010 року, у місті мешкало 695 осіб у 245 домогосподарствах у складі 189 родин. Густота населення становила 242 особи/км².  Було 294 помешкання (103/км²).
Расовий склад населення:
| - 47,9 % — білих - 44,0 % — чорних або афроамериканців - 2,3 % — азіатів - 1,0 % — вихідців з тихоокеанських островів - 1,3 % — осіб інших рас |

До двох чи більше рас належало 3,5 %. Частка іспаномовних становила 5,8 % від усіх жителів.
За віковим діапазоном населення розподілялося таким чином: 29,8 % — особи молодші 18 років, 59,7 % — особи у віці 18—64 років, 10,5 % — особи у віці 65 років та старші. Медіана віку мешканця становила 31,6 року. На 100 осіб жіночої статі у місті припадало 93,6 чоловіків;  на 100 жінок у віці від 18 років та старших — 85,6 чоловіків також старших 18 років.
Середній дохід на одне домашнє господарство  становив 49 547 доларів США (медіана — 42 083), а середній дохід на одну сім'ю — 55 714 долари (медіана — 46 250). За межею бідності перебувало 20,8 % осіб, у тому числі 37,3 % дітей у віці до 18 років та 8,3 % осіб у віці 65 років та старших.
Цивільне працевлаштоване населення становило 217 осіб. Основні галузі зайнятості: освіта, охорона здоров'я та соціальна допомога — 22,6 %, публічна адміністрація — 17,1 %, роздрібна торгівля — 16,1 %, мистецтво, розваги та відпочинок — 15,7 %.